# هانس پفلوگلر
هانس پفلوگلر (به آلمانی: Hans Pflügler) بازیکن فوتبال و مدافع اهل آلمان است که از سال ۱۹۸۷ میلادی عضو تیم ملی فوتبال آلمان بوده‌است. وی در ۱۱ بازی ملی حضور داشته است و آخرین بازی ملی خود را در سال ۱۹۹۰ میلادی انجام داد. هانس پفلوگلر در بازی‌های ملی‌اش گلی به ثمر نرساند.